# James Plantain
James Plantain (ook wel James Plaintain, John Plaintain of John Plantain genoemd), was een Engelse piraat die zich vestigde op Madagaskar. Hier riep hij zichzelf uit tot koning van het eiland. Hij was ook bekend onder de bijnaam Koning van Ranter Bay.

## Beginjaren
James Plantain werd geboren in Jamaica, volgens sommige bronnen in een plaatsje genaamd Chocolate-Hole. Zijn Engelse ouders stuurden hem naar school om te leren lezen, maar op de leeftijd van dertien jaar monsterde James Plantain aan op een klein zeeroverschip dat langs de kusten van Jamaica voer. 
Toen hij ongeveer twintig jaar was trok Plantain naar Rhode Island aan de oostkust van de Verenigde Staten. Hier sloot hij zich aan bij een groep piraten die aanmonsterden op het piratenschip de Terrible, onder commando van een zekere John Williams. De Terrible maakte de kuststreken rond Guinea onveilig en kaapte in totaal drie schepen. De bemanning van deze schepen werd op de kust achtergelaten of aangemonsterd. Van de drie gekaapte schepen werd het beste schip uitgekozen: de Defiance. Met dit schip dat 30 kanonnen bevatte werd de groep zeerovers een geduchte vijand van de handelsvaart rond Guinea.

## Aankomst op Madagaskar
Onder een nieuwe kapitein, England genaamd, verlieten de zeerovers met twee gekaapte schepen (die ze Fancy en Expedition doopten) de kuststreken van Guinea. Wanneer de schepen de kust van Madagaskar naderden, waren veel bemanningsleden ziek geworden, zodat de dokter aan boord (een oud-bemanningslid van een gekaapt schip) hen naar St. Augustine stuurde, een plaatsje aan de kust. Veel bemanningsleden stierven daar. Zodra de rest hersteld waren begonnen ze hun zeeroverij op de kustwateren van Madagaskar. Als uitvalsbasis kozen ze Île Sainte-Marie, een eiland net buiten de kust van Madagaskar dat een populaire pleisterplaats voor piraten was.

## Koning van Ranter Bay
Vanuit Île Sainte-Marie werd een aantal zeereizen gemaakt die James Plantain een aanzienlijke rijkdom opleverden. Vooral een zeereis naar Malabar in India maakte van Plantain een vermogend man. James Plantain besloot in 1715 om te stoppen met de zeeroverij. Hij vestigde zich met de Schot James Adair en de Deen Hans Burgen op Ranter Bay, een plaatsje dat een paar kilometer boven Île Sainte-Marie lag. James Plantain nam de leiding over het drietal en liet zich 'Koning van Ranter Bay' noemen. Hij bouwde er een kasteel waar hij ook zijn harem huisvestte, bestaande uit inheemse meisjes die hij Engels namen gaf, zoals Peg, Kate, Sue en Moll.

## Verovering van Madagaskar
Vanuit zijn kasteel in Ranter Bay veroverde James Plantain in de jaren '20 van de 18e eeuw grote delen van Madagaskar. Veel onderworpen Malagassische mannen werden bij zijn leger ingelijfd. Om zijn populariteit onder de Malagassiërs te doen groeien liet James Plantain hen geregeld invallen plegen in naburige koninkrijken, om daar vee te stelen. Met behulp van zijn leger nam James Plantain steeds meer naburige koninkrijken in. 
In 1725 weigerde een koning, Deaan Toakoffu genaamd, James Plantains voorstel om zijn dochter Eleonore te trouwen. James Plantain vermoordde hem op brute wijze en trouwde Eleonore, waarop hij zichzelf tot Koning van Madagaskar uitriep. Na een korte regeringsperiode vluchtte hij na een staatsgreep in 1728 uit Madagaskar.